# Dendropsophus stingi
Dendropsophus stingi är en groddjursart som först beskrevs av Kaplan 1994.  Dendropsophus stingi ingår i släktet Dendropsophus och familjen lövgrodor. IUCN kategoriserar arten globalt som sårbar. Inga underarter finns listade i Catalogue of Life.